# Liste des communes françaises de la Charente-Maritime ayant changé de nom au cours de la Révolution
Pour un article plus général, voir Liste des communes françaises ayant changé de nom au cours de la Révolution.
Cet article présente la liste des communes françaises de Charente-Maritime ayant changé de nom au cours de la Révolution.

## Charente-Maritime
| Commune                                                                        | Nom révolutionnaire                              | Notice Ehess-Cassini |
| ------------------------------------------------------------------------------ | ------------------------------------------------ | -------------------- |
| Ars (devenue Ars-en-Ré)                                                        | La Concorde                                      | no 1386              |
| Belluire-et-Saint-Seurin (aujourd'hui Belluire)                                | Belluire                                         |                      |
| Bois                                                                           | La Vérité                                        |                      |
| Le Château (devenue Le Château-d'Oléron)                                       | Cité-de-l'Égalité                                | no 8625              |
| Le Château (devenue Le Château-d'Oléron)                                       | Égalité                                          | no 8625              |
| Châtelaillon (aujourd'hui Châtelaillon-Plage)                                  | Les Sablons                                      |                      |
| La Chapelle-Bâton aujourd'hui intégrée à Antezant-La Chapelle                  | La Pique-Bâton                                   |                      |
| La Chapelle-des-Pots                                                           | La Poterie                                       |                      |
| Ciré                                                                           | Tricolore                                        |                      |
| Corme-Royal                                                                    | Corme-la-Forêt                                   |                      |
| La Couarde-sur-Mer                                                             | La Fraternité                                    |                      |
| Courçon                                                                        | La Bonne-Foy                                     |                      |
| Cram-le-Prieuré (aujourd'hui Cram-Chaban)                                      | Cram-Chaban                                      |                      |
| Croix-Chapeau                                                                  | Pique-Chapeau                                    |                      |
| La Croix-Comtesse                                                              | La Liberté                                       |                      |
| Dolus devenue Dolus-d'Oléron                                                   | Sans-Culottes                                    |                      |
| Les Églises-d'Argenteuil                                                       | Argenteuil Tricolore                             |                      |
| Le Gicq                                                                        | La Cocarde                                       |                      |
| Montroy                                                                        | La Montagne Montfaisceau                         |                      |
| Nieul-lès-Saintes                                                              | Nieul-lès-Xantes                                 |                      |
| Pont-l'Abbé (aujourd'hui devenue Pont-l'Abbé-d'Arnoult)                        | Pont-Libre                                       |                      |
| La Rochelle                                                                    | La Côte La Proclamation                          |                      |
| Saint-Agnant                                                                   | Mont-Agnan                                       |                      |
| Saint-Aigulin                                                                  | Ami-des-Lois Le Grand-Aigulin / Le Petit-Aigulin |                      |
| Saint-André-de-Lidon                                                           | Lidon L'Union-de-Lidon                           |                      |
| Saint-Augustin                                                                 | La Forêt-sur-Mer                                 |                      |
| Saint-Bonnet-sur-Gironde                                                       | Bonnet-Rouge                                     |                      |
| Saint-Bris-des-Bois                                                            | Brix-Mandé                                       |                      |
| Saint-Christophe                                                               | Beauvais                                         |                      |
| Saint-Ciers-Champagne                                                          | La Champagne                                     |                      |
| Saint-Ciers-du-Taillon                                                         | Le Taillon                                       |                      |
| Saint-Coutant-le-Grand                                                         | Le Vallon                                        |                      |
| Saint-Crépin                                                                   | Joug-Rompu                                       |                      |
| Saint-Cyr-du-Doret                                                             | Le Doret L'Union                                 |                      |
| Saint-Denis-d'Oléron                                                           | Cité-de-la-Réunion Réunion-sur-Mer               |                      |
| Saint-Denis-du-Pin (aujourd'hui intégrée à Essouvert)                          | Denis-du-Pin Le Pin                              |                      |
| Saint-Dizant-du-Bois                                                           | Dizant-du-Bois Essouvert                         |                      |
| Saint-Eugène                                                                   | L'ingénuité                                      |                      |
| Saint-Félix                                                                    | La Félicité                                      |                      |
| Saint-Fort-sur-Gironde                                                         | Fort-Maubert Fort-sur-Gironde Dampierre          |                      |
| Saint-Froult                                                                   | Le Peletier                                      |                      |
| Saint-Georges-de-Cubillac (aujourd'hui intégrée à Saint-Georges-Antignac)      | Cubillac                                         |                      |
| Saint-Georges-de-Didonne                                                       | Didonne                                          |                      |
| Saint-Georges-de-Longuepierre                                                  | Longuepierre Indivisibilité                      |                      |
| Saint-Germain (aujourd'hui Saint-Germain-de-Marencennes, intégrée à La Devise) | Germain-la-Rondée                                |                      |
| Saint-Georges-des-Agoûts                                                       | Les Agoûts                                       |                      |
| Saint-Georges-des-Coteaux                                                      | Les Coteaux                                      |                      |
| Saint-Georges-d'Oléron                                                         | L'Unité                                          |                      |
| Saint-Germain-de-Lusignan                                                      | Germain-Lusignan                                 |                      |
| Saint-Germain-de-Vibrac                                                        | Germain-Vibrac                                   |                      |
| Saint-Germain-du-Seudre                                                        | La Seudre                                        |                      |
| Saint-Grégoire-d'Ardennes                                                      | Ardennes                                         |                      |
| Saint-Hilaire (devenue Saint-Hilaire-de-Villefranche)                          | Bélisaire L'Égalité                              |                      |
| Saint-Hippolyte-de-Biard (devenue Saint-Hippolyte)                             | Biard                                            |                      |
| Saint-Jean-d'Angély                                                            | Angély-Boutonne                                  | no 32442             |
| Saint-Jean-d'Angle                                                             | Arispe                                           |                      |
| Saint-Jean-de-Breuil (intégrée à Breuil-Magné)                                 | Breuil-du-Marais                                 |                      |
| Saint-Jean-de-Liversay                                                         | La Gerbe                                         |                      |
| Saint-Julien-de-l'Escap                                                        | L'Escap Pont-de-Surveillance                     |                      |
| Saint-Just (devenue Saint-Just-Luzac)                                          | Brutus                                           |                      |
| Saint-Laurent-de-la-Barrière (intégrée à La Devise)                            | La Barrière                                      |                      |
| Saint-Léger                                                                    | Léger La Forêt                                   |                      |
| Saint-Louis-de-la-Petite-Flandre (aujourd'hui intégrée à Nachamps)             | La Petite-Flandre                                |                      |
| Saint-Maigrin                                                                  | Le Bocage                                        |                      |
| Saint-Mandé (devenue Saint-Mandé-sur-Brédoire)                                 | La Révolution                                    |                      |
| Saint-Mard                                                                     | Mard-sur-l'Isle                                  |                      |
| Saint-Martial                                                                  | L'Industrie                                      |                      |
| Saint-Martial-de-Coculet (devenue Saint-Martial-sur-Né)                        | Coculet                                          |                      |
| Saint-Martial-de-Mirambeau                                                     | Martial-sous-Mirambeau                           |                      |
| Saint-Martial-de-Vitaterne                                                     | Martial-sur-Jonzac                               |                      |
| Saint-Martin-d'Ary                                                             | Ary                                              |                      |
| Saint-Martin-de-Coux                                                           | Coux-Goulare                                     |                      |
| Saint-Martin-de-Juillers                                                       | Le Bonnet Juillers-l'Égalité                     |                      |
| Saint-Martin-de-la-Coudre (intégrée à Bernay-Saint-Martin)                     | La Coudre La Vigilance                           |                      |
| Saint-Martin-de-Ré                                                             | Fort-de-la-Montagne                              |                      |
| Saint-Maurice-de-Laurençanne                                                   | Laurençanne                                      |                      |
| Saint-Médard                                                                   | La Barde Médard Beaurepaire Val-Pastour          |                      |
| Saint-Michel-de-la-Nuelle (intégrée à Pont-l'Abbé)                             | La Nuelle                                        |                      |
| Saint-Nazaire-de-Saintonge (devenue Saint-Nazaire-sur-Charente)                | Marat Port-Nazaire                               |                      |
| Saint-Ouen (devenue Saint-Ouen-la-Thène)                                       | Châlier Marat La Société                         |                      |
| Saint-Palais (aujourd'hui Saint-Palais-sur-Mer)                                | Chaumière-sur-Mer Le Bureau                      |                      |
| Saint-Palais-de-Négrignac                                                      | Négrignac                                        |                      |
| Saint-Palais-de-Phiolin                                                        | Phiolin-Chaumière                                |                      |
| Saint-Pardoult                                                                 | La Bienfaisance                                  |                      |
| Saint-Pierre-d'Amilly                                                          | Amilly Niveau-près-Surgères                      |                      |
| Saint-Pierre-de-Juillers                                                       | L'Union Juillers-l'Unité                         |                      |
| Saint-Pierre-de-l'Île (devenue Saint-Pierre-de-l'Isle)                         | L'Isle-Boutonne                                  |                      |
| Saint-Pierre-d'Oléron                                                          | L'Unité                                          |                      |
| Saint-Pierre-du-Palais                                                         | La Chaumière La Fraternité                       |                      |
| Saint-Porchaire                                                                | L'Épine                                          |                      |
| Saint-Quantin-de-Rançanne                                                      | Quentin-Rançanne                                 |                      |
| Saint-Rogatien                                                                 | Prompt-Secours L'Égalité                         |                      |
| Saint-Romain-de-Benet                                                          | Romain-la-Fontaine                               |                      |
| Saint-Saturnin-de-Séchaud (aujourd'hui Port-d'Envaux)                          | Port-d'Envaux                                    |                      |
| Saint-Sauvant                                                                  | Silvain-la-Roche                                 |                      |
| Saint-Sauveur-d'Aunis                                                          | La Concorde                                      |                      |
| Saint-Savinien                                                                 | Carrière-Charente La Roche-sur-Charente          |                      |
| Saint-Seurin-de-Palenne                                                        | Seurin Palenne                                   |                      |
| Saint-Seurin-d'Uzet (intégrée à Chenac-Saint-Seurin-d'Uzet)                    | Uzet-sur-Gironde                                 |                      |
| Saint-Séverin (aujourd'hui Saint-Séverin-sur-Boutonne)                         | Brumaire                                         |                      |
| Saint-Sornin                                                                   | La Bretêche                                      |                      |
| Saint-Sigismond-de-Clermont                                                    | La Tenaille                                      |                      |
| Saint-Simon-de-Bordes                                                          | Simon-Bordes                                     |                      |
| Saint-Simon-de-Pellouaille                                                     | Pellouaille                                      |                      |
| Saint-Sorlin-de-Conac                                                          | Conac-la-Vallée                                  |                      |
| Saint-Sulpice-d'Arnoult                                                        | Arnoult Les Montagnards                          |                      |
| Saint-Thomas-de-Conac                                                          | Les Brandes Conac                                |                      |
| Saint-Trojan (devenue Saint-Trojan-les-Bains)                                  | La Montagne                                      |                      |
| Saint-Vaize                                                                    | Vaize-Charente                                   |                      |
| Saint-Vivien                                                                   | Vivien-le-Mont Franklin Sans-Culottes            |                      |
| Saint-Xandre                                                                   | Gemmapes                                         |                      |
| Sainte-Colombe                                                                 | La Colombe                                       |                      |
| Sainte-Gemme                                                                   | Gemme-la-Rivière                                 |                      |
| Sainte-Lheurine                                                                | Lheurine la Montagne                             |                      |
| Sainte-Marie (aujourd'hui Sainte-Marie-de-Ré)                                  | La Pointe L'Union                                |                      |
| Sainte-Même                                                                    | L'Harmonie                                       |                      |
| Sainte-Radegonde                                                               | Varanzay                                         |                      |
| Sainte-Ramée                                                                   | La Ramée                                         |                      |
| Sainte-Soulle                                                                  | Roche-Libre Rousseau                             |                      |
| Saintes                                                                        | Xantes                                           | no 31580             |
| Soubise                                                                        | La Regénération                                  |                      |
| Taillebourg                                                                    | La Montagne Mont-Savin                           |                      |
| La Tremblade                                                                   | Réunion-sur-Seudre                               | no 38099             |
| La Villedieu                                                                   | La Carmagnole                                    |                      |
| Villeneuve-la-Comtesse                                                         | Villeneuve-le-Mont                               |                      |
| Villenouvelle (aujourd'hui intégrée à Villeneuve-la-Comtesse)                  | La Fraternité L'Unité                            |                      |